# Biblioteca Nacional da Austrália
A Biblioteca Nacional da Austrália se localiza em Canberra, capital da Austrália. Estabelecida em 1960, a biblioteca foi desmembrada da Biblioteca Federal do Parlamento que foi criada em 1901. Em 1960, a Biblioteca Nacional foi separada da Biblioteca Parlamentar no Ato da Biblioteca Nacional. Em 1968, um prédio inspirado no Parthenon foi construído na margem do Lago Burley Griffin. 
A Biblioteca tem acesso restrito. Sua vasta coleção consiste em livros, jornais, fotos, mapas, manuscritos, acervo de áudio, microfilme e outras mídias. Parte do acervo fica em um anexo e em alguns armazéns.
Em 2001, a Biblioteca celebrou seu centenário publicando o Our Nation's Album, uma página na internet expondo o primeiro centenário da instituição em textos, fotos e em um livro intitulado Remarkable Occurrences: The National Library of Australia's First 100 Years 1901-2001.

## Coleções
A Biblioteca já tem digitalizados 105 000 itens de sua coleção. Ela é líder em técnicas de preservação digital no mundo, e mantém um arquivo que pode ser acessado pela internet intitulado Arquivo Pandora.

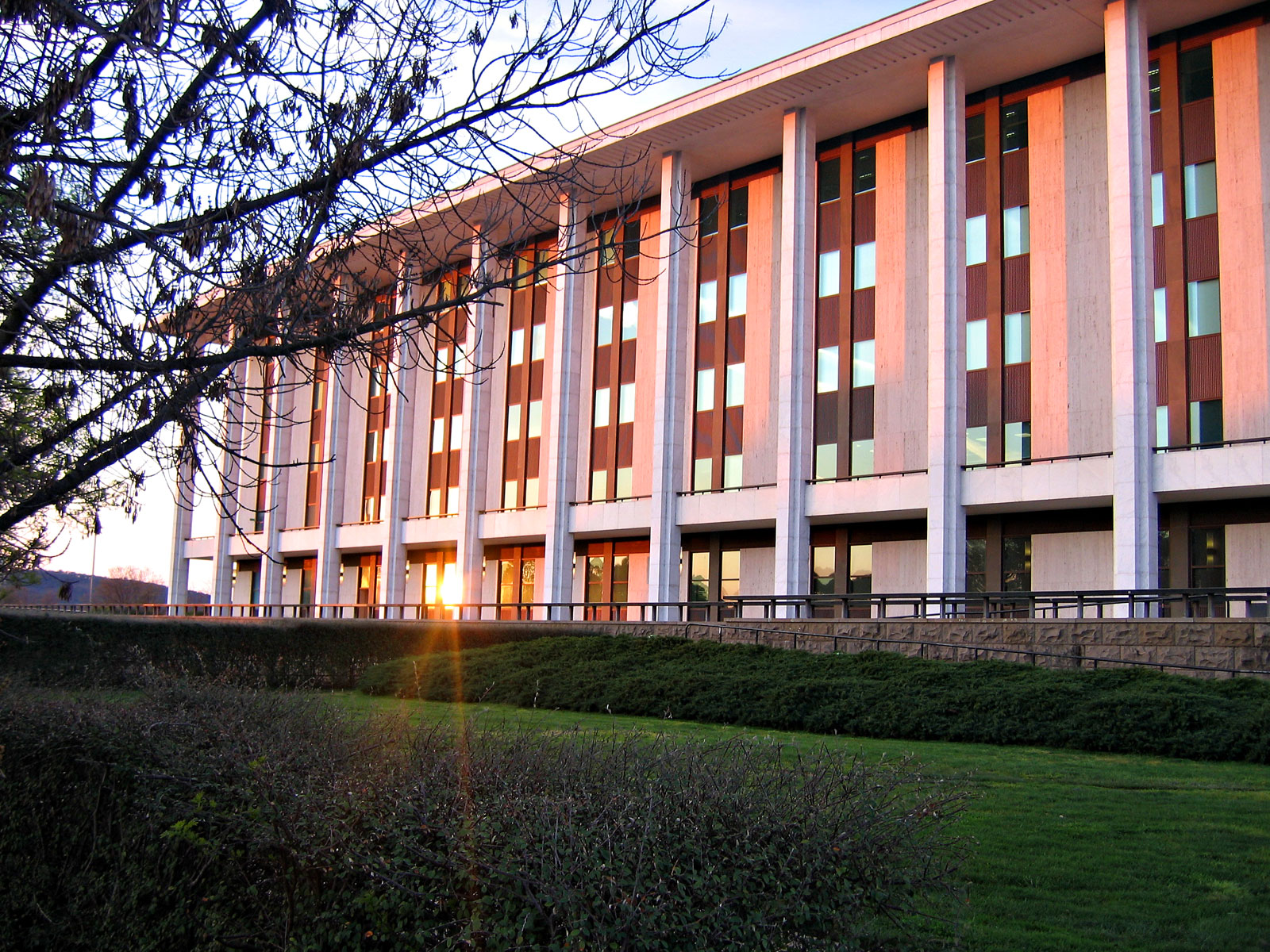
A Biblioteca no final de tarde

O grande prédio da biblioteca abriga diversas salas de leitura. No piso térreo está a Sala de Leitura Principal (onde também há terminais de acesso a materiais de pesquisa). No térreo fica a Sala de Leitura Petherick (para leitores avançados). As Salas de Leitura de Mapas, Jornais & Microcópia também ficam nesse andar. Manuscritos e Fotos estão no segundo andar. A Coleção Ásia está no terceiro. Há também uma sala de leitura no Anexo Hume.

## Instalações
A Biblioteca Nacional The National Library of Australia hosts the national bibliographic database and offers access through the Libraries Australia service. The Library also provides Cataloguing-in-Publication (CiP) details, ISSNs and ISMNs for Australian publishers.
The National Library is also a popular venue for Canberra's climbing community — the unique use of roughly cut blocks in the outer northern wall presents a challenging bouldering problem.

## PictureAustralia
PictureAustralia (ou Picture Australia) é um serviço oferecido pela biblioteca para pesquisa em mais de 40 coleções internacionais de imagens digitalisadas da Austrália, dos australianos e da vida australiana. As mídias são fornecidas por bibliotecas, museus, galerias, conselhos locais, agenciais do governo participantes.
Estabelecido em 1998 como ImageSearch, PictureAustralia foi lançada oficialmente em 2000 - o acordo de todas as organizações participantes era de que o logo seria uma imagem de Ned Kelly. No início de 2006, num esforço para aumentar o conteúdo contemporâneo, PictureAustralia fez um acordo com um site.

## Galeria

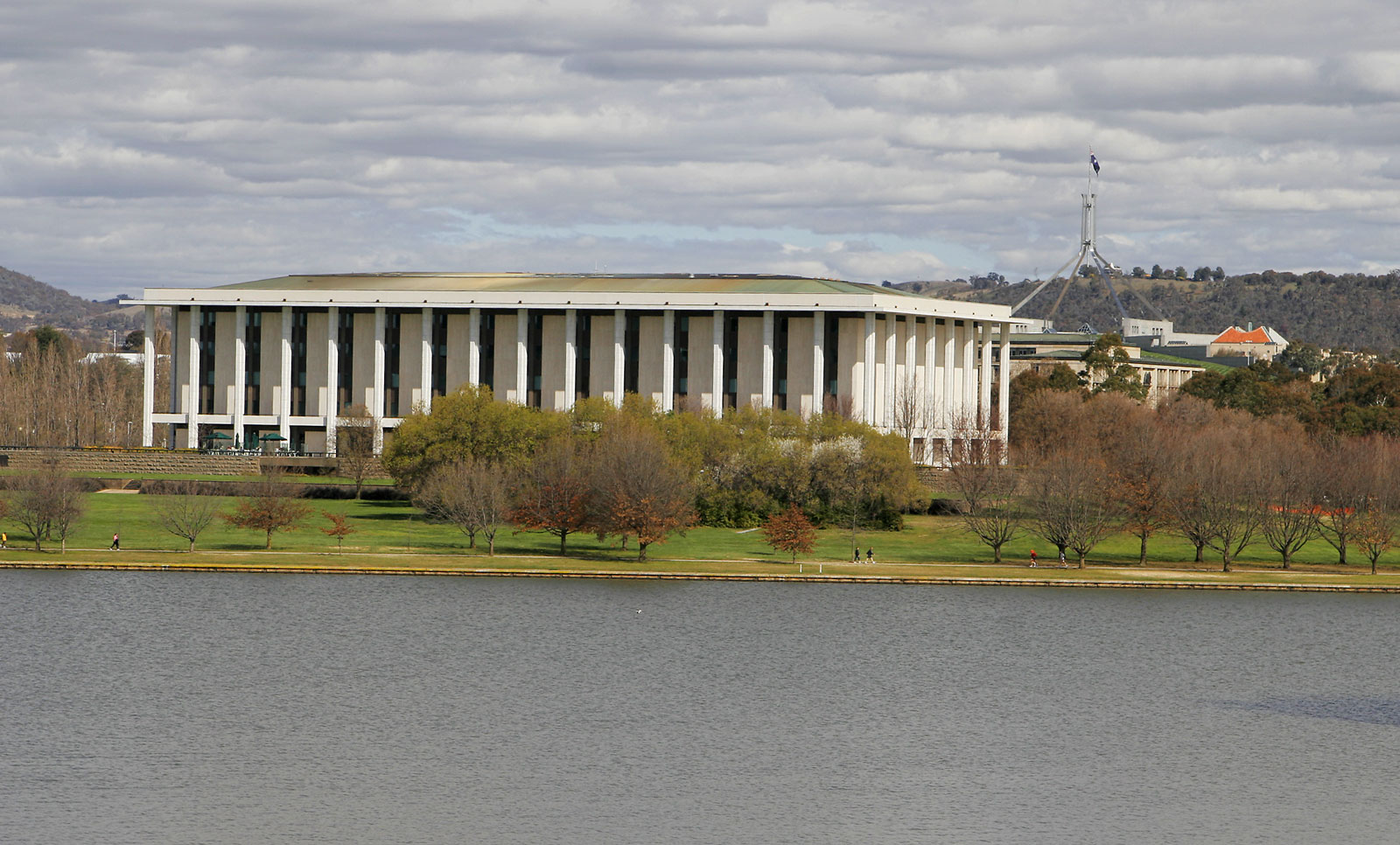
A Biblioteca e a Nova Casa do Parlamento

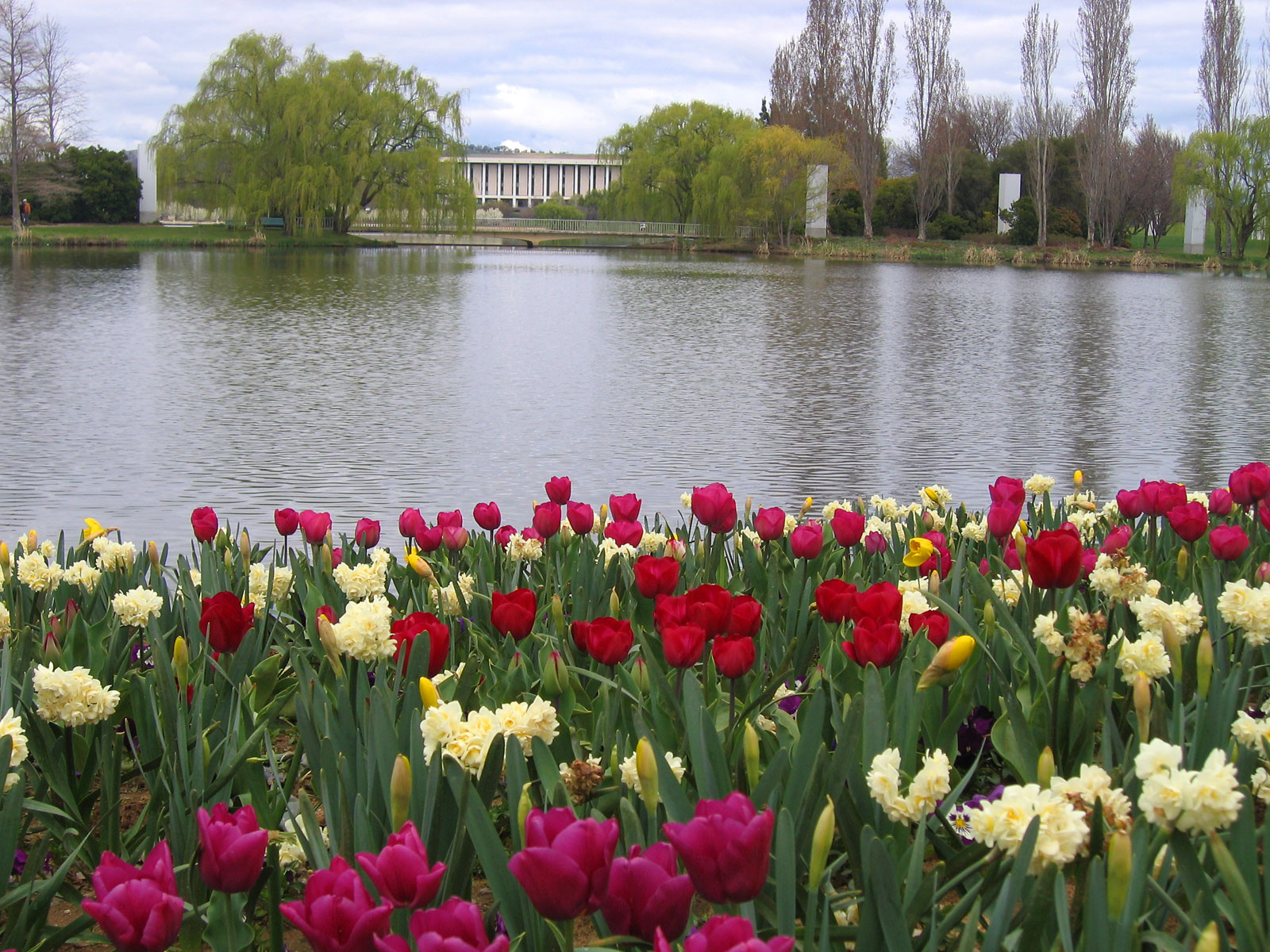
A primavera em Canberra com a biblioteca ao fundo

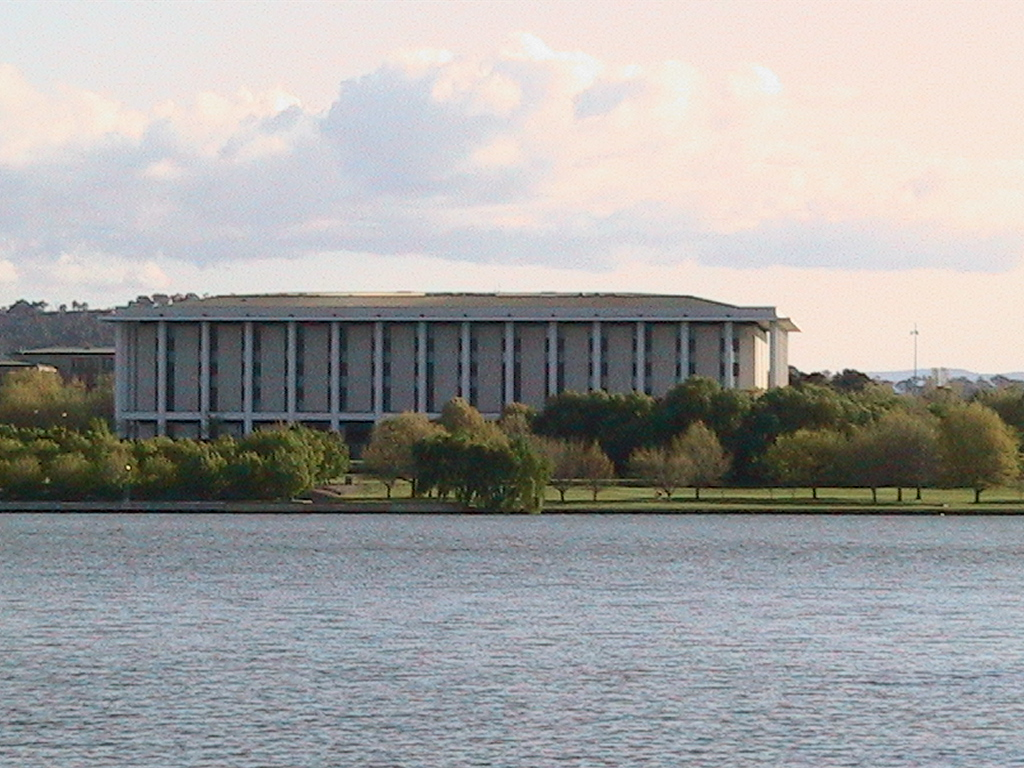
A Biblioteca vista do outro lado do Lago Burley Griffin

## Diretores da biblioteca
- 1901 - 1927 - Arthur Wadsworth
- 1927 - 1947 - Kenneth Binns
- 1947 - 1970 - Harold Leslie White
- 1970 - 1974 - Allan Percy Fleming
- 1974 - 1980 - George Chandler
- 1980 - 1985 - Harrison Bryan
- 1985 - 1999 - Warren Horton
- 1999 - atual -  Jan Fullerton